# Roberto Tiranti
Roberto Tiranti (Genova, 10 dicembre 1973) è un cantante e bassista italiano.
Cantante del gruppo italiano Labyrinth dal 1997 al 2014 e di nuovo dal 2017, dal 2012 è il cantante e bassista del gruppo Mangala Vallis e del gruppo A.P.D.. In questa duplice veste dal 2013 è membro dei Live Fire. È anche bassista e cantante del gruppo 999 Tribute to The Police.

## Biografia
Muove i suoi primi passi nel mondo della musica nel 1988, esibendosi con alcuni amici nei locali della riviera ligure. Nello stesso periodo comincia a studiare canto e musica, e successivamente si dedica allo studio della lirica in conservatorio e col tenore Ottavio Garaventa. Dal 1993 al 1996 interpreta la parte di Gesù nel musical Jesus Christ Superstar, con una compagnia amatoriale ligure.
Nel 1994 incide il suo primo album con i Vanexa, dal titolo Against The Sun.
Nel 1996 entra a far parte dei New Trolls, coi quali lo stesso anno partecipa al Festival di Sanremo. Resterà nel gruppo fino al 2002, effettuando in totale circa 400 concerti. Sempre nel 1996 esce il disco La memoria dei Blindosbarra.
Dal 1997 è il cantante dei Labyrinth, gruppo power/prog metal col quale ha registrato sei album e un mini CD, esibendosi anche all'estero (America latina, Europa, Asia). Nello stesso anno partecipa nuovamente al Festival di Sanremo con i New Trolls, presentando la canzone Alianti liberi.
Dal 2000 interpreta brani eurobeat composti da Dave Rodgers per il mercato giapponese, utilizzando lo pseudonimo di Powerful T.
Il 2003 lo vede vestire i panni del faraone Ramsete II nel musical I dieci comandamenti. Nello stesso periodo decide di intraprendere la strada solista registrando il suo primo singolo intitolato Sinceramente. Ha collaborato con Ken Hensley, Ian Paice e Glenn Hughes, Pivio e Aldo De Scalzi per colonne sonore. Nel 2005 vede la luce l'album Headrush del chitarrista padovano Alex De rosso. Nello stesso anno collabora col chitarrista Pier Gonella, cantando il brano Paradise nel suo disco Odyssea - Tears in Floods.
Nel 2006 collabora col gruppo dialettale genovese Buio Pesto nella canzone-parodia de Il Barbiere di Siviglia, dall'album Palanche. Nel 2007 assieme a Marco Barusso (chitarra) e Guido Carli (batteria) dà vita ai 999 POLICE TRIBUTE. Nello stesso anno comincia la collaborazione con "Casa Paganini" e collabora con Alex de rosso cantando alcuni brani su King of balance, tributo ai Toto.
Nel 2008 è corista nel programma Non perdiamoci di vista condotto da Paola Cortellesi su Rai 3. Nel 2009 partecipa al programma TV I raccomandati in coppia coi Ricchi e Poveri. Nel 2009 assieme a Guido Ripoli, Maria Collien e Paolo Marchini, dà vita al quartetto vocale "BATTI-BECCHI" con un repertorio di madrigali rinascimentali, musica sacra fino a brani moderni riarrangiati per 4 voci.
Nel 2010 esce il nuovo album dei Labyrinth Return to Heaven Denied, Pt. 2 - A Midnight Autumn Dream e la band apre le date italiane di Megadeth, Ozzy Osbourne e Iron Maiden. Il 2010 è caratterizzato da diverse collaborazioni: nel disco Castles, Wings, Stories and dreams di Paolo Siani and friends feat. Nuova Idea interpreta alcuni brani; con Il Rovescio della Medaglia nel disco Microstorie si occupa delle parti vocali. Interpreta il brano Lagrima sul progetto Altremolecole di Davide Antonio Pio.
Nel 2011 fra fine febbraio e inizio aprile intraprende un tour europeo di 29 date coi Labyrinth. Al rientro dal tour partecipa al brano Shine "official Japan relief song" scritto da Mark Boals e Virgil Donati. Il 2012 si apre con l'uscita dell'album EXCALIBUR III the origin di Alan Simon, nel quale Tiranti veste i panni dell'eroe celtico Dun Aengus. Seguirà un tour europeo a partire da marzo. Presta inoltre la voce per doppiare le sole parti cantate di uno dei personaggi della fiction Disney I'm in the band. Doppia solo le parti cantante anche del personaggio di Gary nel film di animazione Disney I Muppet. Nel maggio dello stesso anno esce il primo album della band milanese Chakrah, in cui è presente Set me free, brano cantato da Tiranti e firmato in collaborazione con la band.
Con altri 36 artisti dell'area ligure, fa parte del gruppo Artisti Uniti per Genova nel progetto Ora che, brano scritto da Max Campioni e Lauro Ferrarini, realizzato per raccogliere fondi per l'alluvione di Genova del 4 novembre 2011.
Nel mese di giugno esce il cd di Ken Hensley intitolato Love & other misteries in cui Tiranti canta due brani in duetto con la compagna Irene Fornaciari e un brano da solo in lingua spagnola dal titolo Respiro tu amor. Sempre nel 2012 entra a far parte dei Mangala Vallis, Prog Band di Reggio Emilia, come bassista/cantante, partecipando al disco Microsolco e ai concerti della band. Il 23 novembre 2012 esce per l'etichetta Frontiers col gruppo A.P.D. formato da Andrea Cantarelli alla chitarra, Roberto Tiranti voci e basso e Alessandro Bissa alla batteria.
Sempre nel mese di novembre suona con Stef Burns e Juan van Emmerloot in un breve tour italiano. Nel gennaio del 2013 entra a far parte dei Live Fire come bassista cantante e a ottobre esce l'album "TROUBLE", con un tour promozionale svoltosi nel mese di ottobre. Nello stesso anno canta come ospite il brano Platinum dell'album On Fire della band Mastercastle. Nel 2014 prende parte come bassista e cantante al gruppo Wonderworld con Ken Ingewrsen alla chitarra e Tom Arne Fossheim alla batteria. Con gli altri tre membri e Ken Hensley fa anche parte dei Live Fire.
Il 18 maggio 2014 ottiene a Genova presso la FIM - Fiera Internazionale della Musica, il FIM Award 2014 come miglior voce ligure esibendosi sul palco della Fiera del Mare insieme a Bobby Kimball dei Toto.
A marzo 2015 è uscito il suo primo album solista dal titolo Sapere aspettare, 11 brani contenuti di cui 4 acustici, 5 elettrici e 2 vocali. Tra i musicisti: Stef Burns, Aldo De Scalzi, Irene Fornaciari, Mattia Stancioiu, Marco Canepa, Marco Fadda, Marco Barusso, Guido Carli, Andrea Maddalone, Alessandro Graziano, Massimo Trigona, Luca Lamari.
Nel 2024 partecipa come corista al festival di Sanremo

## Discografia

### Solista
- 2004 - Sinceramente (singolo)
- 2015 - Sapere aspettare

### Wonderworld
- 2014 - Wonderworld
- 2016 - Wonderworld II
- 2018 - Wonderworld III

### Ken Hensley & Live Fire

#### Album
- 2013 - Trouble

### Labyrinth

#### Album in studio
- 1998 - Return to Heaven Denied
- 2000 - Sons of Thunder
- 2003 - Labyrinth
- 2005 - Freeman
- 2007 - 6 Days to Nowhere
- 2010 - Return to Heaven Denied, Pt. 2 - A Midnight Autumn Dream
- 2011 - As Time Goes By
- 2017 - Architecture of a God
- 2021 - Welcome to the Absurd Circus
- 2025 - In The Vanishing Echoes Of Goodbye

#### EP
- 1999 - Timeless Crime

### Mangala Vallis
- 2012 - Mangala Vallis - Microsolco
- 2020 - Mangala Vallis - Voices

### A.P.D.
- 2012 - A.P.D.

### New Trolls
- 2000 - La storia dei New Trolls
- 2001 - Concerto Grosso Live

### Con altre band
- 1994 - Vanexa - Against the Sun
- 1996 - Blindosbarra - La Memoria
- 2003 - I dieci comandamenti - I dieci comandamenti
- 2005 - Headrush - Headrush
- 2007 - AAVV - King of Balance
- 2009 - Daedalus - The Never Ending Illusion
- 2009 - Maledia - Ti sento
- 2010 - Vanexa - live in Bologna 2009
- 2010 - 5th Element Project - Make the Difference
- 2010 - Paolo Siani and friends feat. Nuova Idea - Castles, Wings, Stories and Dreams
- 2010 - Il Rovescio della Medaglia - Microstorie
- 2010 - Laboratorio del suono ensemble - Mama
- 2010 - Pathfinder
- 2011 - AAVV - Altremolecole - EstremoMusic
- 2011 - AAVV - Shine
- 2011 - Blanche Rodriguez Calderara - Escapist
- 2012 - CHAKRAH - Set me free
- 2012 - EXCALIBUR III the origin
- 2012 - Ken Hensley - Love & Other Misteries
- 2012 - Ora che - Artisti uniti per Genova
- 2020 - From The Depth - Moments
- 2021 - From The Depth - Nights Of Summer Side
- 2021 - War of the Jewels - Ainur